# Тврђава Козарац
Тврђава Козарац налази се у држави Босни и Херцеговини, на територији града Приједор, у селу Козарац. Овај објекат се налази на Привременој листи националних споменика под редним бројем 466., па има највиши степен заштите у складу са Законом о имплементацији одлука Комисије за очување националних споменика у Босни и Херцеговини. 

## Тврђава кроз историју
Тврђава Козарац настаје 1736. године. Шири се на 15.000 квадратних метара, опасана је зидовима ширине један и висине четири метра, те је неправилног облика. 1839. године Козарачка тврђава губи свој статус. Пред Други свјетски рат срушен је кровни покривач куле, те остају само њени спољни зидови. Према сачуваним документима, кула је посједовала горњи спрат, заједно са шаторским кровом, односно чатама, али је 1935. године њен тадашњи власник Хусо Кључанин скинуо овај спрат, те је остале дијелове прилагодио за стамбене просторије. Током Другог свјетског рата скинуо је и кровну конструкцију, те се кула током времена уништавала док нису остали само спољни зидови. Земљана утврда за смјештај некадашњих топова, која се некада налазила на сјеверозападној страни куле, била је спојена са кулом и прилагођена за све потребе угоститељског објекта. Уништавање куле наставило се и после Другог свјетског рата, пошто је њен простор кориштено као складиште деценијама од стране предузећа „Тргопродаја"  Током 1958. године Народни одбор општине Козарац је обновио читаву кулу и поставио нови кров. У данашње вријеме кула још увијек доминира простором, али су срушени сви спратови, а у приватном грађевинском складишту, које представља изнајмљени простор од стране општине Приједор, само се назиру остаци старих зидова. 